# Palládium díj
A Palládium díj a Palládium Alapítvány által létrehozott elismerés, melyet 2001 óta ítélnek oda az előző évben az irodalom, a tudomány és a képzőművészet területen elért kiemelkedő teljesítményekért.

## A Palládium Alapítvány
Az alapítvány 2001-ben alakult meg azzal a céllal, hogy az általa az év legkiemelkedőbbnek ítélt irodalmi, tudományos és képzőművészeti teljesítményeit jutalmazza. Mivel az elismeréssel járó pénzjutalmat három vállalat támogatásából fedezik, az alapítók  úgy érzik, hogy a díj fontos szerepet játszik a pénzügyi és kulturális szféra közeledésében.
2003-ban különdíjat hoztak létre, a fenti szempontok alapján nem kategorizálható alkotások díjazására. Az alapítvány 2007-től egy összesen hárommillió forintos ösztöndíjalappal bővül. Az alkotói ösztöndíjakat a képzőművészet, a társadalomtudomány és a szépirodalom területén tevékenykedő két-két alkotó támogatására fordítják. A félmillió forintos ösztöndíjakat nem pályázat útján ítélik oda, hanem a kuratórium jelöli ki évente a hat arra érdemes, elsősorban fiatal művészt és tudóst.

## A kuratóriumának tagjai
- Szilágyi Ákos (elnök)
- Spiró György
- Szüts Miklós
- Bíró Péter (ügyvezető)
- Czoch Gábor.

## A díj
Péter Vladimir üveg alkotása.

## Díjazottak

### 2001
- Szépirodalom:
  - Térey János (Paulus, Palatinus Kiadó);
  - Tóth Krisztina (Porhó, Magvető Kiadó)
- Tudomány:
  - Sonkoly Gábor (történész) (Erdély városai a XVIII-XIX. században, L'Harmattan Kiadó)
- Képzőművészet:
  - Nádor Tibor (festőművész)

### 2002
- Szépirodalom:
  - Balla Zsófia (Harmadik történet, Jelenkor Kiadó);
  - Kovács András Ferenc (Aranyos vitézi órák, Mentor Kiadó)
- Tudomány:
  - Molnár Antal (Katolikus missziók a hódolt Magyarországon, Balassi Kiadó)
- Képzőművészet:
  - Varga Patrícia Minerva (festőművész)
- Különdíj:
  - Rugási Gyula (A pillanat foglya, Gond-Palatinus)

### 2003
- Szépirodalom
  - Kukorelly Endre (Tündérvölgy, avagy az emberi szív rejtelmeiről, Kalligram Kiadó);
  - Várady Szabolcs (A rejtett kijárat, Európa Kiadó);
- Tudomány:
  - Steiger Kornél (Nagyobbik Hippiász – Kisebbik Hippiász – Lakhész – Lüszisz) (Platón összes művei kommentárokkal sorozatban, Atlantisz Kiadó)
- Képzőművészet:
  - Szotyory László (festőművész)
- Különdíj:
  - Margócsy István (Hajóvonták találkozása, Palatinus Kiadó)

### 2004
- Szépirodalom:
  - Borbély Szilárd: Halotti pompa (Kalligram Kiadó);
  - Závada Pál: A fényképész utókora (Magvető Kiadó)
- Tudomány:
  - É. Kiss Katalin: Anyanyelvünk állapota (Osiris Kiadó)
- Képzőművészet:
  - Megyik János (festőművész)
- Különdíj:
  - Gerold László: Léthuzatban (Fórum Kiadó)

### 2005
- Szépirodalom:
  - Halasi Zoltán: Így ér el (Palatinus Kiadó);
  - Nádas Péter: Párhuzamos történetek (Jelenkor Kiadó)
- Társadalomtudomány
  - Ablonczy Balázs: Teleki Pál (Osiris Kiadó)
- Képzőművészet:
  - Krajcsovics Éva: Önálló kiállítás (Pannonhalmi Bencés Főapátság)
- Különdíj:
  - Ferencz Győző: Radnóti Miklós élete és költészete (Osiris Kiadó)

### 2006
- Szépirodalom:
  - Garaczi László: metaXa (Magvető Kiadó);
  - Kemény István: Élőbeszéd (Magvető Kiadó)
- Szellemtudomány:
  - Hudi József – Köblös József: A Pápai Református Kollégium diákjai 1585-1861 (Pápai Református Gyűjtemények)
- Képzőművészet:
  - Gaál József: Samsára (önálló kiállítás, Aulich Art Galéria)
- Különdíj:
  - Galgóczy Árpád: Furcsa szerelem c. gyűjteményes kötetéért (Valo-Art Kiadó) és egész műfordítói életművéért

### 2007
- Szépirodalom:
  - Háy János: A gyerek (Palatinus Kiadó);
  - Szijj Ferenc: Kenyércédulák (Jelenkor Kiadó)
- Képzőművészet:
  - El Kazovszkij
- Különdíj:
  - Bojtár Endre irodalomtörténész, műfordító a Litván-Magyar szótár megalkotásáért

### 2008
- Szépirodalom:
  - Kántor Péter: Trója variációk (Magvető Kiadó)
  - Márton László: Amit láttál, amit hallottál (Jelenkor Kiadó)
- Társadalomtudomány:
  - Kecskeméti Károly: Magyar liberalizmus 1790-1848 (Argumentum Kiadó, Bibó István Szellemi Műhely)
- Képzőművészet:
  - Bukta Imre: Kibontott táj (Modem, Debrecen)
- Különdíj:
  - Bán Zsófia: Próbacsomagolás (Kalligram Kiadó)